# Rémy Adan
Rémy Adan, de son vrai nom Anoh Aimé Ange Daniel Ebalé, est un chanteur, auteur-compositeur-interprète et acteur ivoirien, né le 20 février à Yopougon.

## Biographie
Rémy Adan naît à Abidjan dans la commune de Yopougon en Côte d'Ivoire. Il grandit dans une famille attachée à la musique et développe son talent vocal en accompagnant sa mère aux répétitions de chorale. Dès son adolescence, il commence à diriger les chants lors des veillées religieuses et des messes. Surnommé "Le petit fils d'Einstein" ou "Mister Nasa" par ses amis, il poursuit des études supérieures en Sciences économiques et de gestion à l'Université Félix Houphouët-Boigny de Cocody. C'est en 2016 lors de Licence 2, qu'il rencontre un groupe d'étudiants de l'Institut national supérieur des arts et de l'action culturelle (Insaac) qui l'intègre comme chanteur. Il titulaire d’un Master en Finance.

## Carrière
Rémy Adan débute officiellement sa carrière musicale en 2017 en rejoignant le groupe de rappeurs "Indéfini". Le groupe connaît un succès modeste, diffusant sa musique sur plusieurs radios en France et en Afrique. En 2018, Rémy Adan se lance en tant qu'artiste solo et commence à accroître sa renommée grâce à la publication de vidéos en ligne. Ses premiers singles, "Juste pour toi" et "Mon mousso", voient le jour sous l'égide du label Kolber Prod en 2019. En 2021, Rémy est propulsé par la sortie de son single Le goût de, qui connaît un important succès auprès du jeune public ivoirien, mais aussi sur la plate-forme chinoise TikTok où il fait l'objet d'un challenge,,,. Par la suite, il collabore avec plusieurs artistes, dont le rappeur ghanéen Stonebwoy.

## Filmographie
Rémy Adan apparaît dans la série télévisée Teenagers à partir de sa quatrième saison. Il est également connu pour son rôle de Matéo Niallé dans les saisons 1 et 2 de la série MTV Shuga Babi,.

## Discographie

### Singles
- Pas comme eux (2018)
- Juste pour toi (2019)
- Mon mousso (2019)[13]
- Le Goût De (2021)
- Choupompom (2021)[14]
- Une dernière fois (2023, en featuring avec SenSey)

## Reconnaissances et distinctions
Rémy Adan est nommé aux AFRIMA  dans trois catégories continentales: Song of the Year, Breakout Artist of the Year et Producer of the Year,,.